# Soteska pri Moravčah
Soteska pri Moravčah je vas v Občini Moravče.

## Znani krajani
- Vatroslav Grill, javni delavec v ZDA
- Mary Ivanuš, društvena delavka v ZDA